# Hannes Bardach
Hannes Bardach (* 24. März 1952 in Wien) ist ein österreichischer Unternehmer.

## Ausbildung und wissenschaftliche Aktivitäten
Hannes Bardach studierte Elektrotechnik an der Technischen Universität Wien. Nach seiner Sponsion 1976 war er wissenschaftlicher Mitarbeiter am Institut für Datenverarbeitung. Bis 1992 hielt Bardach Vorlesungen zum Thema „Verteilte Mikroprozessoren“.
Parallel dazu war er als Berater tätig, veröffentlichte in Fachzeitschriften und hielt Vorträge auf Fachtagungen und in Seminaren.

## Unternehmerische Karriere
Im Zuge seiner Beratertätigkeit kam Bardach 1978 mit der Firma Frequentis in Kontakt, die er 1983 als Geschäftsführer und 1986 im Zuge einer Management-Buy-out Initiative als alleiniger Eigentümer übernahm. Unter seiner Leitung entwickelte sich Frequentis von einer kleinen Wiener Firma zu einem weltweit tätigen Unternehmen mit herausragender Anerkennung und vielen internationalen Auszeichnungen. Nach 35 Jahren in der Frequentis-Geschäftsführung wechselte Bardach im April 2018 in den Frequentis-Aufsichtsrat. Als Vorsitzender des Aufsichtsrats arbeitet er eng mit dem Vorstand zusammen.
Seit 2004 ist Bardach Mitglied des Aufsichtsrates in der österreichischen Forschungsförderungsgesellschaft (FFG), seit 2018 Mitglied des Aufsichtsrates der Management Trust Holding (MTH) AG.

## Ehrungen und Preise
1997 erhielt er das Goldene Ehrenzeichen für Verdienste um die Republik Österreich. 2003 erfolgte die Verleihung des Berufstitels Kommerzialrat.
2006 wurde Bardach das Ehrendoktorat der Technischen Universität Wien verliehen. Anlass für die Verleihung waren seine herausragenden technisch-wissenschaftlichen Arbeiten und innovativen Beiträge in Bezug auf digitale Signalverarbeitung, Sprachvermittlung und Sprachübertragung für Systeme der Flugverkehrskontrolle sowie seine langjährige Verbundenheit mit dem Institut für Computertechnik der Technischen Universität Wien.
Im selben Jahr wurde Bardach auch die Wilhelm Exner Medaille des Österreichischen Gewerbevereines verliehen.